# Isotomodes falsus
Isotomodes falsus är en urinsektsart som beskrevs av Christiansen och Bellinger 1980. Isotomodes falsus ingår i släktet Isotomodes och familjen Isotomidae. Inga underarter finns listade i Catalogue of Life.